# Mycobacterium avium complex
Il Mycobacterium avium complex fa parte della famiglia dei Mycobacterium. 
L'avium complex è un batterio opportunista generalmente non patogeno nel soggetto sano, che si trasmette per inalazione o per ingestione di cibo od acqua contaminata.
Tra le malattie che possono originare dall'infezione di questo batterio ricordiamo Tubercolosi polmonare, Linfoadenite e infezione disseminata.